# Stelle principali della costellazione del Cane Minore
Segue un prospetto delle stelle principali della costellazione del Cane Minore, elencate per magnitudine decrescente.